# Sentimental (canción)
«Sentimental» (センチメンタル) es una canción interpretada por la cantante japonesa Hiromi Iwasaki. Fue publicada el 25 de octubre de 1975 como el sencillo principal de su segundo álbum de estudio, Fantasy. 

## Composición
«Sentimental» fue compuesta por Kyōhei Tsutsumi y escrita por Yū Aku. El sencillo originalmente se tituló «感傷的な17才» (Sentimental 17 Years Old), pero una adivina llamada Shinjuku-no-Haha le aconsejó que usara katakana para sus tres primeros sencillos, por lo que se cambió a «センチメンタル» (Sentimental). Musicalmente, «Sentimental» ha sido descrita como una canción de Philadelphia soul por Motohiro Makaino.

## Rendimiento comercial
«Sentimental» debutó en la posición número 4 en las listas semanales de sencillos de Oricon durante la semana del 22 de noviembre de 1975. El sencillo alcanzó el puesto número 1 durante la semana del 13 de diciembre de 1975, y se mantuvo en ese puesto durante tres semanas no consecutivas. La canción se convirtió en el tercer sencillo más exitoso de la cantante, vendiendo alrededor de 573,000 copias.

## Apariciones y uso en otros medios
- El 27 de marzo de 1976, «Sentimental» fue seleccionado como la marcha de entrada para la cuadragésimo octava edición del Torneo Invitacional de Béisbol de Escuelas Secundarias.[9]

## Posicionamiento

### Gráfica semanal
| Gráfica (1975)               | Pico de posición |
| ---------------------------- | ---------------- |
| Japón (Oricon Singles Chart) | 1                |

### Gráfica de fin de año
| Gráfica (1975)               | Pico de posición |
| ---------------------------- | ---------------- |
| Japón (Oricon Singles Chart) | 78               |

| Gráfica (1976)               | Pico de posición |
| ---------------------------- | ---------------- |
| Japón (Oricon Singles Chart) | 17               |